# 26ns Premis AVN
La cerimònia dels 26ns Premis AVN, presentada per Adult Video News (AVN), va homenatjar les millors pel·lícules pornogràfiques de 2008 i va tenir lloc el 10 de gener de 2009 al Mandalay Bay Events Center a Paradise, Nevada. Durant la cerimònia, Adult Video News va presentar els Premis AVN (coneguts com a Oscars del porno) en 127 categories publicades entre l'1 d'octubre de 2007 i el 30 de setembre de 2008. La cerimònia, televisat als Estats Units per Showtime, va ser produïda per Gary Miller. L'humorista Thea Vidale va presentar l'espectacle per segona vegada, acompanyada a l'escenari de les actrius Belladonna i Jenna Haze.
Pirates II: Stagnetti's Revenge va guanyar 15 premis, la majoria de la vetllada, inclòs Millor llargmetratge de vídeo i Millor director per Joone. Altres guanyadors van incloure Fallen i Cheerleaders amb quatre premis cadascun i Icon, Not Bewitched XXX i Big Wet Asses 13 amb tres cadascun. Després de l'emissió a Showtime, l'espectacle es va publicar en un DVD de dos discos amb extractes d'escenes guanyadores afegits com a extres.

## Guanyadors i nominats
Els nominats per als 26è premis AVN es van anunciar el 25 de novembre, 2008, a les 15:30 pm PST (23:30 UTC) en un comunicat de premsa, de David Sullivan. Pirates II: Stagnetti's Revenge va rebre més nominacions amb 30 sense precedents.
Els guanyadors es van anunciar durant la cerimònia de lliurament dels premis el 10 de gener de 2009. Cry Wolf va guanyar el que havia de ser el premi final a la millor pel·lícula; el premi es va suspendre l'any següent, ja que la producció cinematogràfica va donar pas al vídeo digital. Joone i Belladonna van guanyar cadascun dels premis més individuals amb tres cadascun, mentre que els projectes que van dirigir en van aconseguir diversos més. El cobejat intèrpret de l'any els van guanyar Stoya (nova estrella), Jenna Haze i James Deen.

### Premis principals

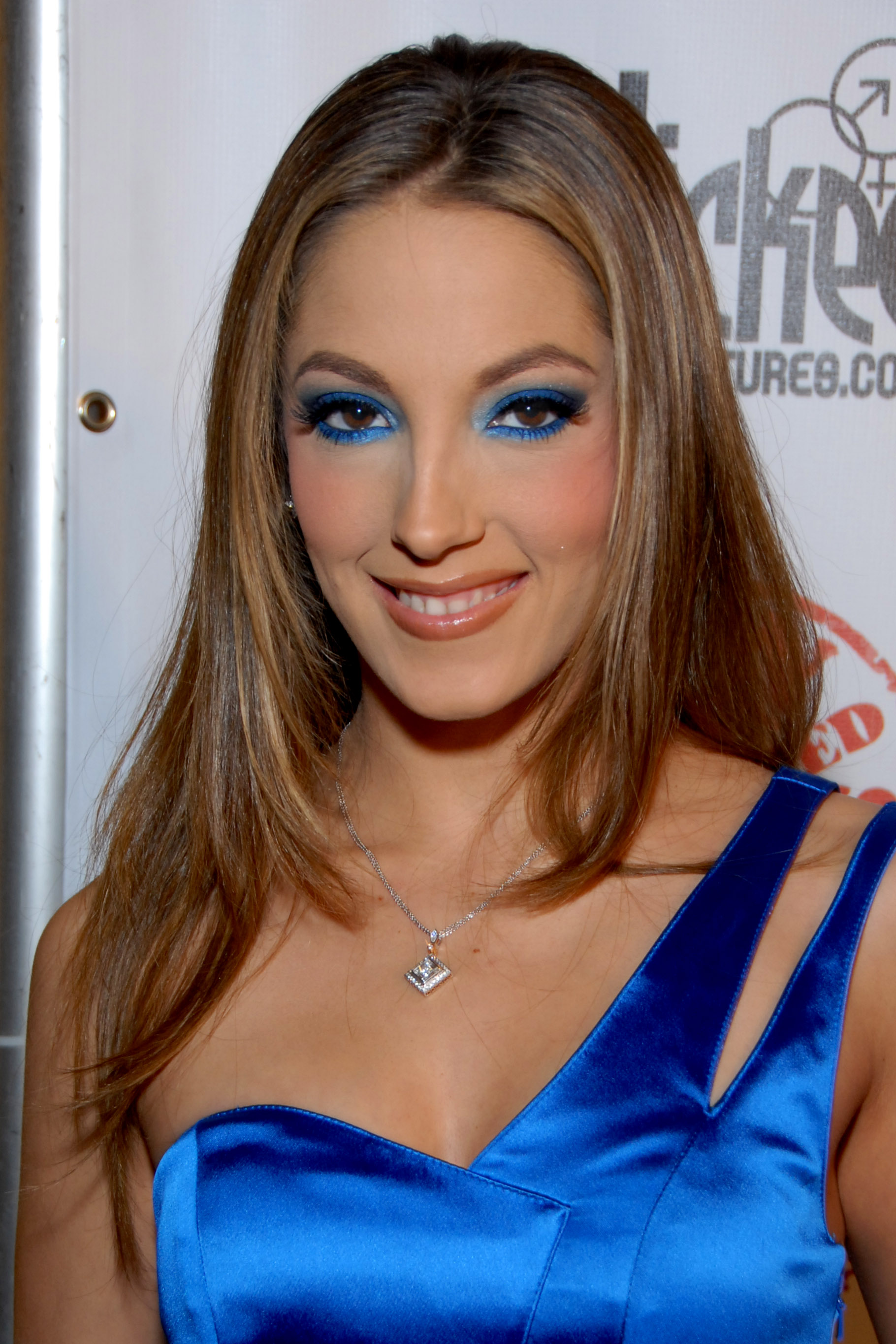
Jenna Haze, millor artista femenina de l’any

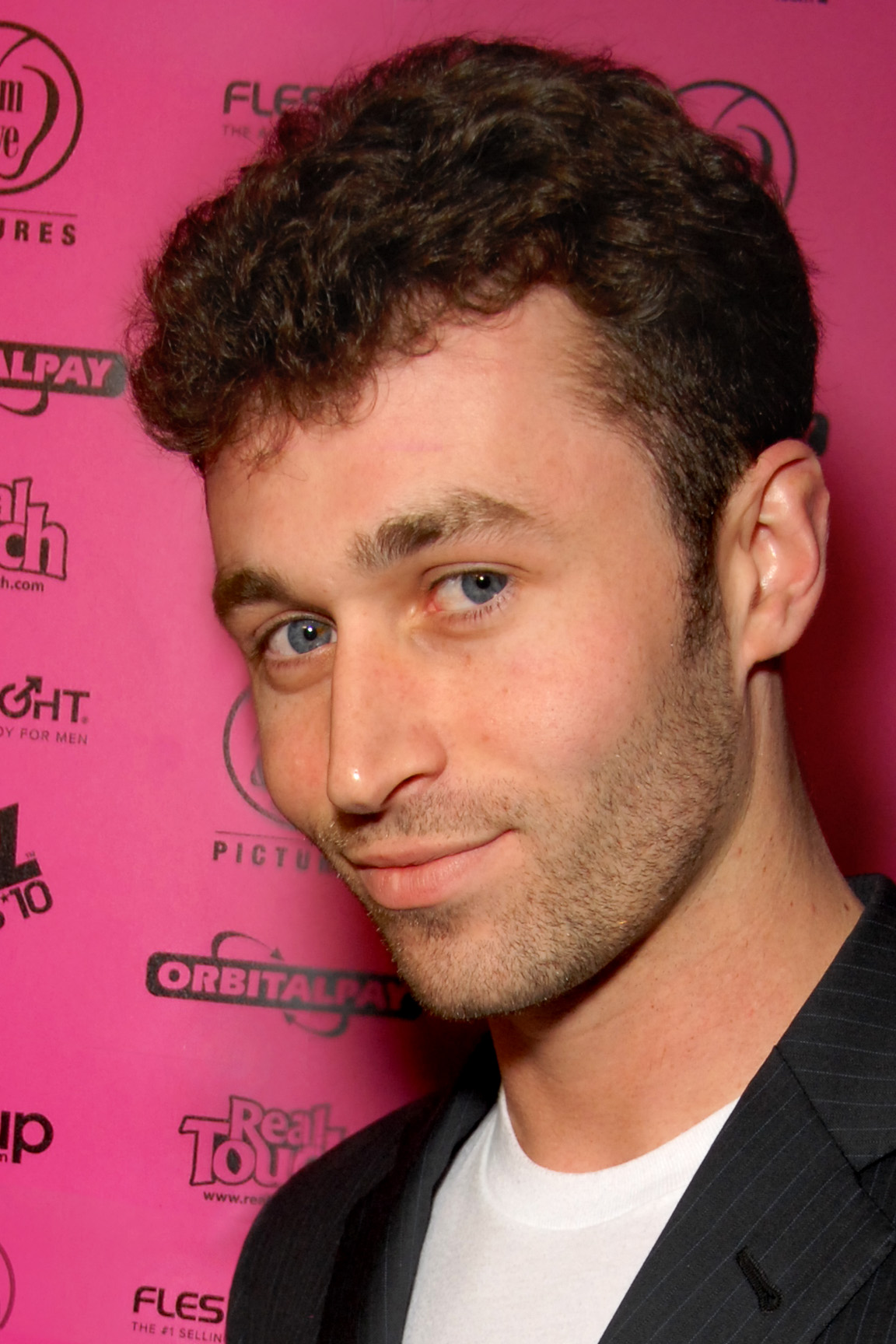
James Deen, millor artista masculina de l’any als 22 anys, l’actor més jove que ha guanyat aquest premi.

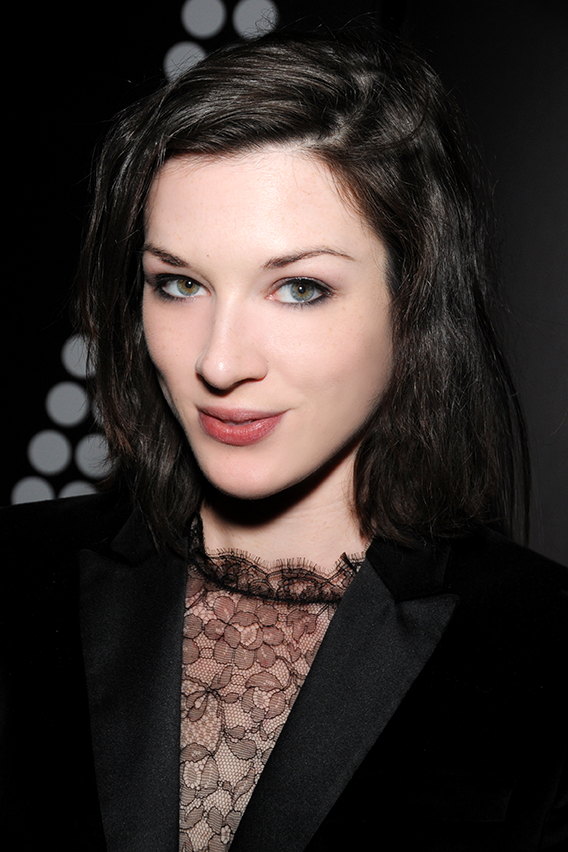
Stoya, millor nova estrella

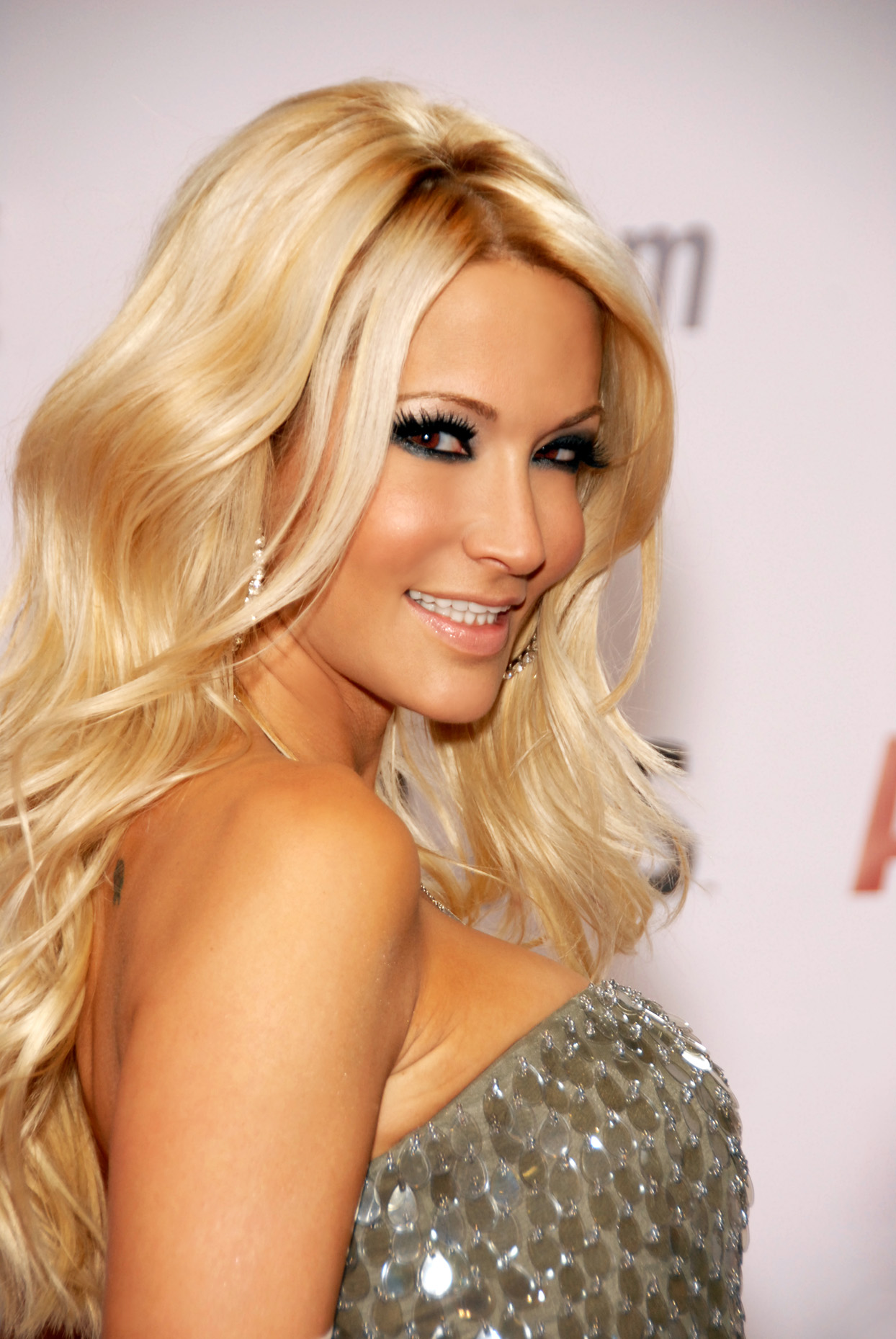
Jessica Drake, millor nova actriu

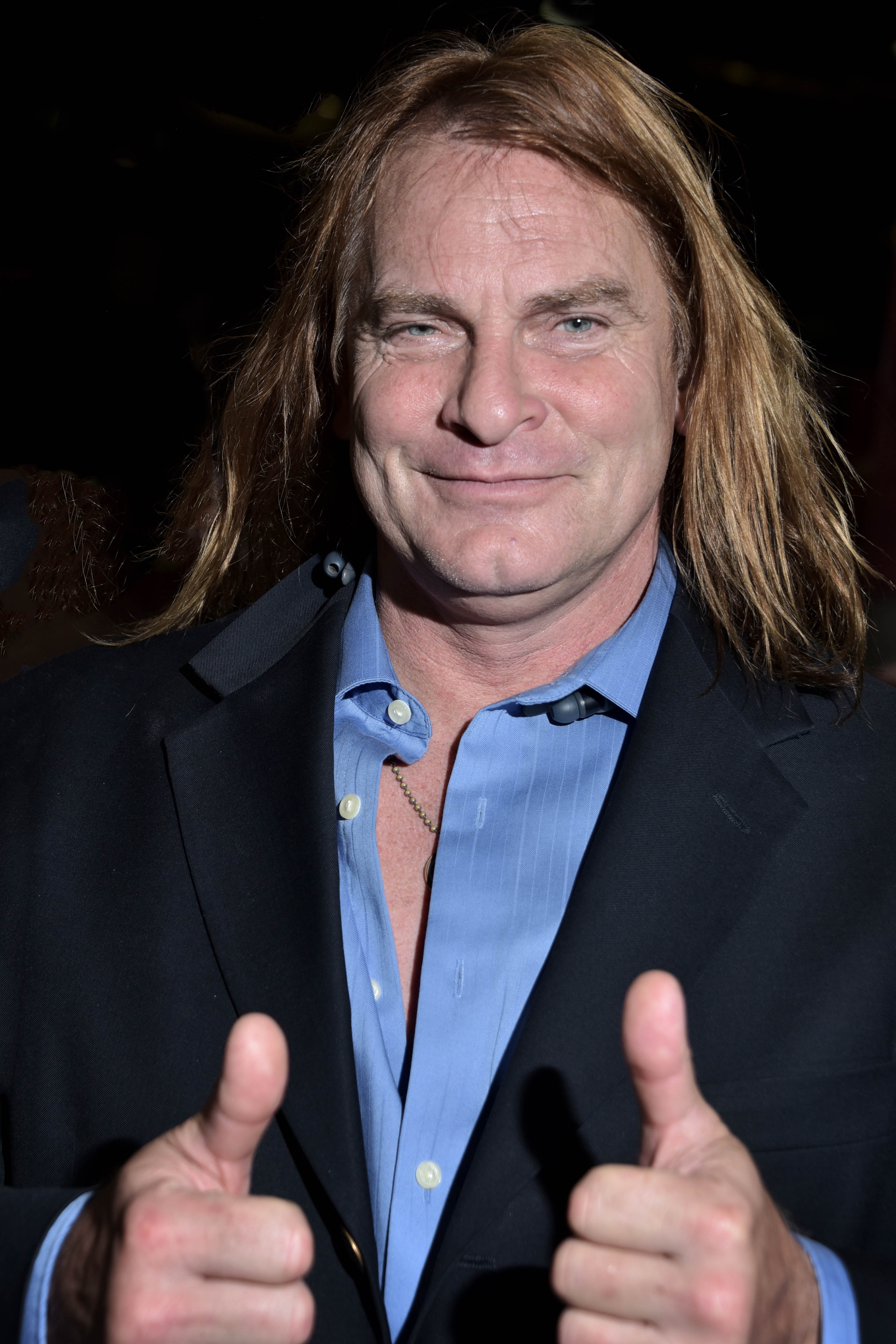
Evan Stone, millor actor

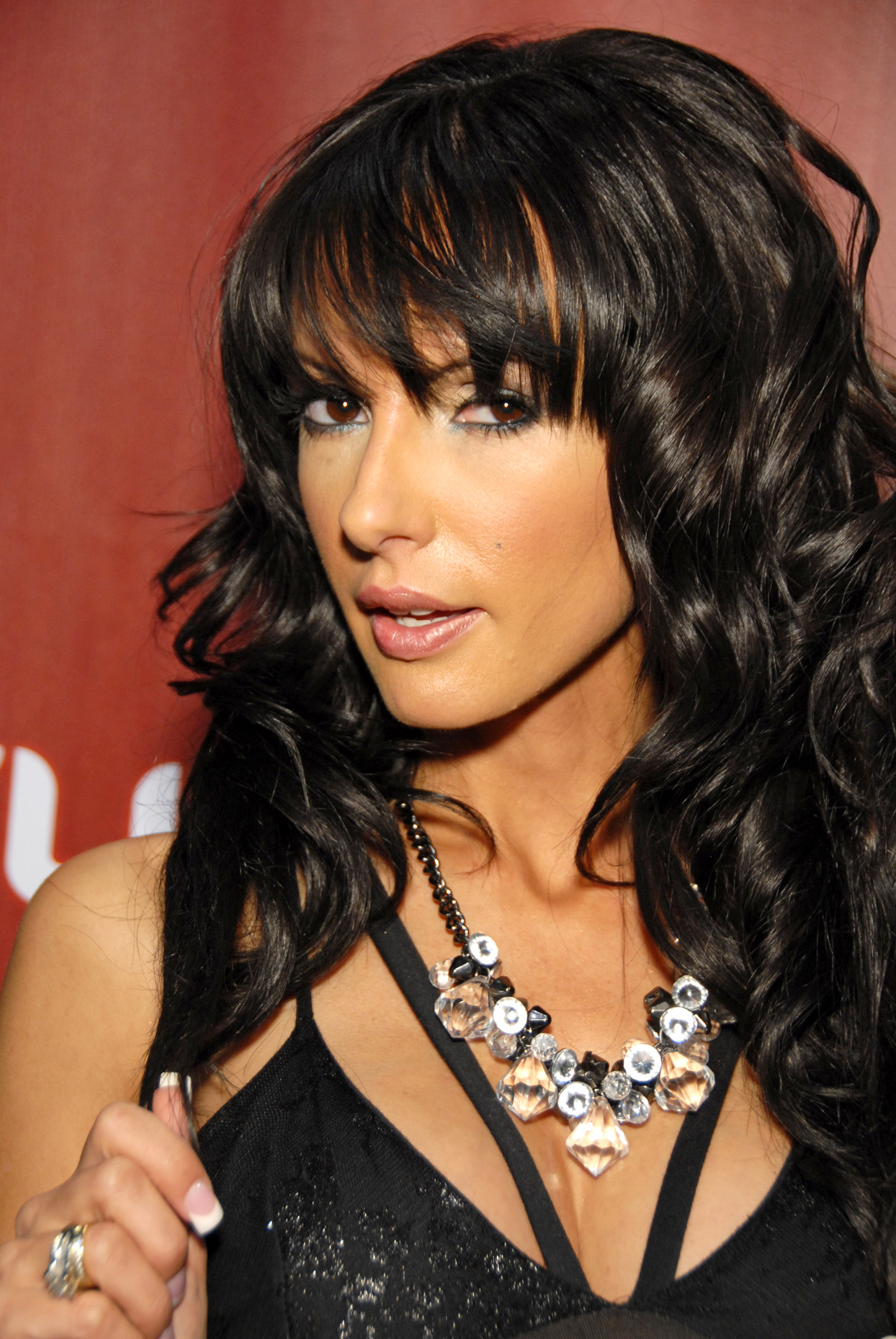
Catalina Cruz, estrella web de l’any

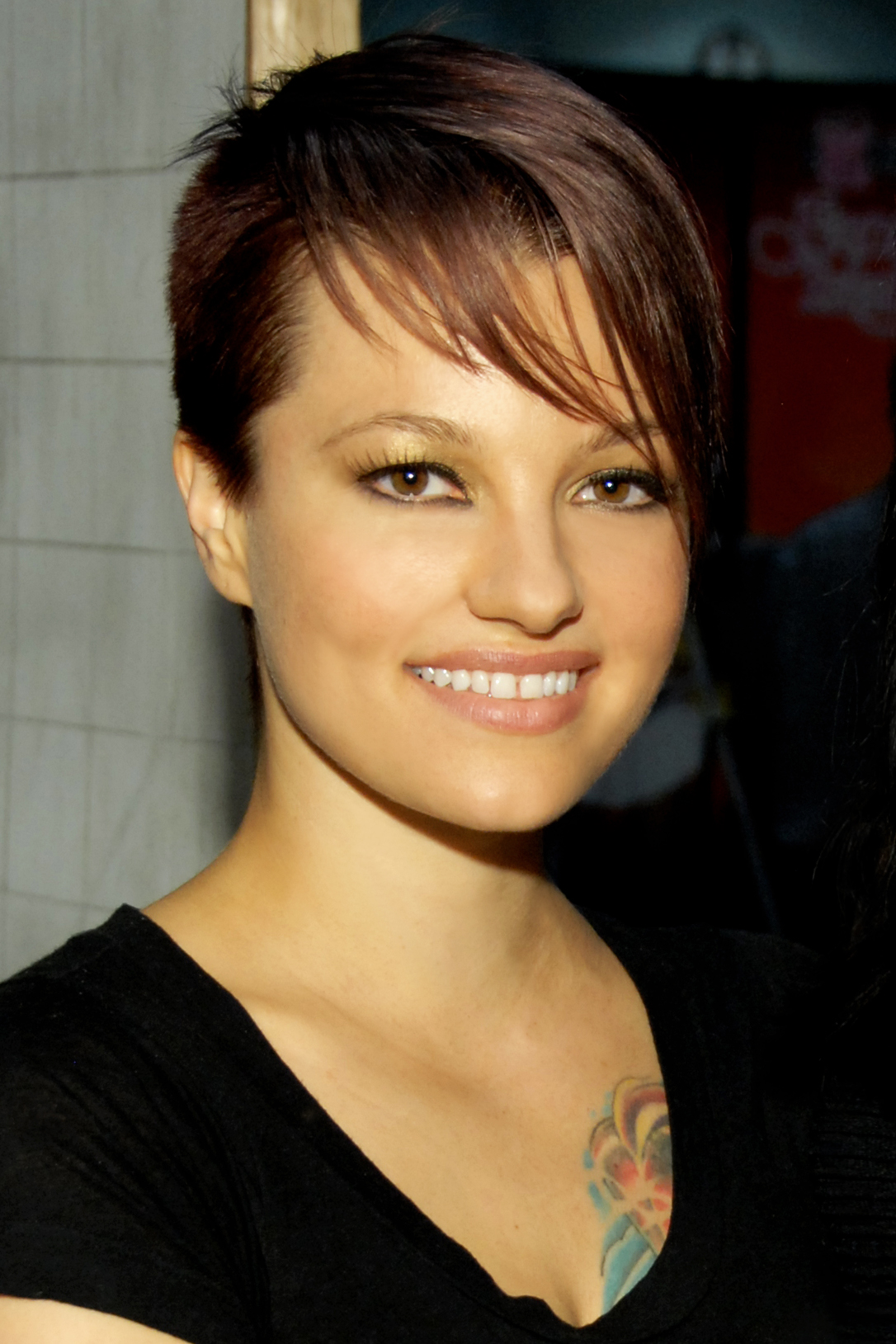
Belladonna, millor actriu secundària, millor escena noia-noia i millor escena All-Girl trio

Els guanyadors apareixen en primer lloc i es destaquen en "negreta".
| Millor vídeo | Millor pel·lícula |
| --- | --- |
| - Pirates II: Stagnetti's Revenge - Bad Luck Betties - Carolina Jones and the Broken Covenant - Dark City - The Doll Underground - Fallen - Hearts & Minds II: Modern Warfare - Little Runaway 2 - Miles From Needles - Ransom - Roller Dollz - Succubus - Succubus of the Rouge - The Texas Vibrator Massacre - The Wicked | - Cry Wolf - Burn - The Chauffeur's Daughter - House Pets - Paid Companions - X2 |
| Millor estrella web de l’any | Millor nova estrella |
| - Catalina Cruz - Misty Anderson - Alison Angel - Rachel Aziani - Only Carla - Ruby Day - Sophie Dee - Jenna Haze - Lia 19 - Gina Lynn - Kelly Madison - Anna Miller - Ariel Rebel - Puma Swede - Sweet Yurizan Beltran | - Stoya - Lexi Belle - Tori Black - Chayse Evans - Jaelyn Fox - Jayden Jaymes - Jayme Langford - Jandi Lin - Meggan Mallone - Priya Rai - Faye Reagan - Ryder Skye - Missy Stone - Angelina Valentine |
| Premi a l'artista masculí de l'any | Premi a l'artista femenina de l'any |
| - James Deen - Mark Ashley - Marco Banderas - Mick Blue - Tom Byron - Erik Everhard - Manuel Ferrara - Tommy Gunn - Shorty Mac - Nick Manning - Randy Spears - Michael Stefano - Steven St. Croix - Evan Stone | - Jenna Haze - Belladonna - Ashlynn Brooke - Roxy DeVille - Jessica Drake - Sasha Grey - Jenny Hendrix - Jesse Jane - Kayden Kross - Sunny Lane - Sunny Leone - Rebeca Linares - Marie Luv - Gianna Michaels - Bobbi Starr - Alexis Texas |
| Millor actor | Millor actriu |
| - Evan Stone - Pirates II: Stagnetti's Revenge - Brad Armstrong - Fallen - Barrett Blade - The Wicked - Dino Bravo - Get Smartass - James Deen - The Chauffeur's Daughter - Manuel Ferrara - Pipe Dreams - Mike Horner - Not Bewitched XXX - Tyler Knight - Ransom - Tommy Gunn - Hearts and Minds II: Modern Warfare - Marcus London - Two - Mr. Marcus - Cry Wolf - Tommy Pistol - Horat - Randy Spears - The Last Rose - Justin Sterling - Burn - Lee Stone - This Ain't the Munsters XXX | - Jessica Drake - Fallen - Monique Alexander - Cry Wolf - Roxy DeVille - The Texas Vibrator Massacre - Sasha Grey - The Last Rose - Carmen Hart - Fired - Jenna Haze - Not Bewitched XXX - Jenna Jameson - Burn - Jesse Jane - Pirates II: Stagnetti's Revenge - Janine Lindemulder - Pipe Dreams - Devon Lee - Succubus of the Rouge - Kaylani Lei - The Wicked - Marie McCray - Angel Face - Bree Olson - Roller Dollz - Kirsten Price - Mouth - Savanna Samson - Miles From Needles |
| Millor director — pel·lícula | Estrena més venuda |
| - Joone - Pirates II: Stagnetti's Revenge - Brad Armstrong - Fallen - James Avalon - Roller Dollz - Bishop - Ransom - Ethan Kane - Carolina Jones and the Broken Covenant - Andre Madness - Hearts & Minds II: Modern Warfare - Rodney Moore - Night of the Giving Head - Jim Powers - Little Runaway 2 - Michael Raven - The Wicked - Rob Rotten - The Texas Vibrator Massacre - Will Ryder - Not Bewitched XXX - B. Skow - Miles From Needles - Anton Slayer - This Ain't The Munsters XXX - Paul Thomas - Cry Wolf - Winkytiki - Bad Luck Betties | - Cheerleaders |
| - Joone - Pirates II: Stagnetti's Revenge - Brad Armstrong - Fallen - James Avalon - Roller Dollz - Bishop - Ransom - Ethan Kane - Carolina Jones and the Broken Covenant - Andre Madness - Hearts & Minds II: Modern Warfare - Rodney Moore - Night of the Giving Head - Jim Powers - Little Runaway 2 - Michael Raven - The Wicked - Rob Rotten - The Texas Vibrator Massacre - Will Ryder - Not Bewitched XXX - B. Skow - Miles From Needles - Anton Slayer - This Ain't The Munsters XXX - Paul Thomas - Cry Wolf - Winkytiki - Bad Luck Betties | Estrena més llogada |
| - Joone - Pirates II: Stagnetti's Revenge - Brad Armstrong - Fallen - James Avalon - Roller Dollz - Bishop - Ransom - Ethan Kane - Carolina Jones and the Broken Covenant - Andre Madness - Hearts & Minds II: Modern Warfare - Rodney Moore - Night of the Giving Head - Jim Powers - Little Runaway 2 - Michael Raven - The Wicked - Rob Rotten - The Texas Vibrator Massacre - Will Ryder - Not Bewitched XXX - B. Skow - Miles From Needles - Anton Slayer - This Ain't The Munsters XXX - Paul Thomas - Cry Wolf - Winkytiki - Bad Luck Betties | - Cheerleaders |
| Millor comèdia sexual | Millor estrena gonzo |
| - Not Bewitched XXX - Ashlynn Goes to College - Bad News Bitches 3 - Bree's Sumber Party - Carmen Goes South - Cheating Affairs - Dancing with the Porn Stars - The HO.C. - Fired - Get Smartass - Horat - Kung Fu Nurses a Go-Go - Mary Carey Rocks - Night of the Giving Head - Not Another Porn Movie - This Ain't The Munsters XXX | - The Gauntlet 3 - 1 on 1 - Beyond the Call of Booty 2 - Buttman's Beautiful Brazilian Ass - Flesh Hunter 10 - Fuck Truck - The Initiation of Nikki Jayne - Missy-Behavin' - Morgan Dayne's Deviant - Oil Overload - Perfect Match - Rachel's Choice - Slutty & Sluttier 6 - Surfer Girls 2 - Tera Goes Gonzo |
| Millor estrena interracial | Millor DVD interactiu |
| - Lex the Impaler 3 - Adventures Of Shorty Mac 10 - Bangin' Black Boxes - Big Mann on Campus - Black Cock Slut - Black Ass Master - Black Owned 3 - Black Power 3 - Dark Meat 2 - Dark Meat, Asian Treat 2 - Lex on Blondes 4 - Mandinka Parties 2 - Race 2 Race - She Only Takes Diesel 5 - Souled Out | - My Plaything: Ashlynn Brooke - The Interactive Gina Lynn - Interactive Sex with Bree Olson - Total Interactive Control of Sasha Grey - Up Close and Virtual with Holly Sweet - Virtual Dreams: Natalie Heck - Virtual Sex with Katsuni - Virtual Vivid Girls: The Love Twins |
| Millor escena sexual de parella | Millor escena sexual noia-noia |
| - Monique Alexander, Mr. Marcus - Cry Wolf - Casey Parker, Erik Everhard - Boy Crazy - Jesse Jane, Manuel Ferrara - Cheerleaders - Rebeca Linares, Scott Nails - Filth Cums First 3 - Kendall Brooks, Tony DeSergio - I Have a Wife - Ashley Blue, Mick Blue - It's a Secretary Thing - Jenna Haze, Lexington Steele - Lex the Impaler 3 - Brianna Love, James Deen - Manhandled 3 - Teagan Presley, James Deen - Not Bewitched XXX - Gianna Michaels, Mark Ashley - Oil Overload - Shay Jordan, Steven St. Croix - Pirates II: Stagnetti's Revenge - Tori Black, Mark Ashley - Pretty as They Cum - Kayden Kross, Erik Everhard - Roller Dollz - Sindee Jennings, Shane Diesel - She Only Takes Diesel - Sunny Leone, Matt Erikson - Sunny Loves Matt - Lexi Belle, James Deen - Teenage Heartbreakers 2 | - Belladonna, Jesse Jane - Pirates II: Stagnetti's Revenge - Ashlynn Brooke, Jenna Haze - Addicted 4 - Belladonna, Lexi Belle - Belladonna's Fucking Girls 6 - Anna Stevens, Amber Chase - Bellezza Video 8 - Justine Joli, Marie Luv - By Appointment Only 6 - Jana Jordan, Georgia Jones - Fem Vivace - Kelly Wells, Britney Stevens - Gape Lovers 2 - Alexis Love, Tristan Kingsley - Girl Girl Studio 7 - Mia Presley, Samantha Ryan - Girls Kissing Girls - Jayme Langford, Nicole Aston - Hot Showers 16 - Eve Angel, Peaches - Inside Peaches - Elexis Monroe, Heather Silk - Lesbian Bridal Stories 2 - Tera Wray, Franchezca Valentina - The Orifice - Bree Olson, Kayden Kross - Roller Dollz - Sunny Leone, Ann Marie Rios - Sunny Loves Matt - RayVeness, Zoe Britton - Women Seeking Women 44 |
| Millor escena de sexe anal | Millor escena de sexe oral |
| - Sunny Lane, Manuel Ferrara - Big Wet Asses 13 - Holly Wellin, Jenner - Anal Full Nelson 5 - Belladonna, Steve Holmes - Butthole Whores 2 - Marie Luv, Prince Yahshua - Black Ass Addiction 3 - Bobbi Starr, Sascha - Diggin' in the Gapes - Jandi Lin, Manuel Ferrara - Evil Anal 5 - Mia Rose, Travis Knight - Flesh Hunter 10 - Rebeca Linares, Marco Banderas - Fuck Me: Rebeca Linares - Hillary Scott, Mick Blue - Icon - Jenny Hendrix, Manuel Ferrara - The Jenny Hendrix Anal Experience - Katsuni, Marco Banderas - Katsuni Minx - Missy Stone, Christian - Missy-Behavin' - Teagan Presley, Mr. Pete - Oil Overload - Briana Banks, Manuel Ferrara - Perfect Match - Eva Angelina, Tom Byron - Se7en Deadly Sins                                                                              | - Annette Schwarz - Face Fucking Inc. 3 - Jessica Drake - Bad Girls - Belladonna - Belladonna's Odd Jobs 3 - Renae Cruz - Blow Me Sandwich 12 - Sasha Grey - Filth Comes First 3 - Dana DeArmond - Gangbang My Face 3 - Crissy Moon - The Gauntlet 3 - Faye Reagan (as Faye Valentine) - The Gauntlet 3 - Tiffany Mynx - Glory Hole - Ann Marie Rios - Head Case 4 - Jennifer Dark - Kink - Claire Dames, Samantha Sin, Nikki Rhodes, Kylee Reese - Night of the Giving Head - Gianna Michaels - Praise the Load - Lindsey Meadows - Tristan Taormino's Expert Guide to Oral Sex 2: Fellatio |

### Guanyadors de premis addicionals
Aquests premis es van anunciar en un segment només de guanyadorsdesprés de la part principal de l'esdeveniment i no van formar part del programa de premis televisat:
- Millor lloc web per adults: Brazzers.com
- Millor escena de sexe grupal de noies: Jesse Jane, Shay Jordan, Stoya, Adrianna Lynn, Brianna Love, Lexxi Tyler, Memphis Monroe, Sophia Santi, Priya Rai, "Cheerleaders
- Millor llançament All-Girl: Girlvana 4
- Millor sèrie All-Girl: 'Women Seeking Women
- Millor escena de sexe de 3 vies All-Girl: Belladonna, Aiden Starr, Kimberly Kane, Belladonna's Girl Train
- Millor llançament All-Sex: Alexis Texas is Buttwoman
- Millor versió alternativa: Spring Break 2008
- Millor llançament amateur: ATK Exotics 2
- Millor sèrie amateur: Cherries
- Millor llançament de temàtica anal: Weapons of Ass Destruction 6
- Millor sèrie de temàtica anal: Evil Anal i Butthole Whores
- Millor estrena animada: Night When Evil Falls, vol. 1
- Millor direcció artística: Pirates II: Stagnetti's Revenge
- Millor estrena BD/SM: House of Sex and Domination
- Millor llançament Big Bust: Big Tits at School
- Millor sèrie Big Bust: Big Wet Tits
- Millor llançament Big Butt: Big Wet Asses 13
- Millor sèrie Big Butt: Big Wet Asses
- Millor fotografia: Andrew Blake, Paid Companions
- Millor llançament clàssic: Zazel: The Scent of Love
- Millor sèrie continuada: Ashlynn Goes to College
- Millor director-vídeo ètnic: Jules Jordan, Lex the Empaler 3
- Millor director-pel·lícula estrangera: Juan Carlos, Jesús Villaobos, Jason Colt: Mystery of the Sexy Diamonds
- Millor director per no pel·lícules estrangeres: Christoph Clark, Nasty Intentions 2
- Millor director–No protagonista: Eli Cross, Icona
- Millor escena sexual de doble penetració: Jessica Drake, Eric Masterson, Brad Armstrong, Fallen' '
- Millors extres de DVD: Pirates II: Stagnetti's Revenge
- Millors menús de DVD: Fallen
- Millor edició: Joey Pulgades, Pirates II: Stagnetti's Revenge
- Millor estrena educativa: Tristan Taormino's Expert Guide to Oral Sex 2: Fellatio
- Millor llançament de temàtica ètnica-asiàtica: Asia Noir 6: Evil Sex Trap
- Millor llançament de temàtica ètnica: negre: Black Ass Addiction 2
- Millor llançament de temàtica ètnica–llatí: Mami Culo Grande 6
- Millor sèrie de temàtica ètnica asiàtica: Naughty Little Asians
- Millor sèrie de temàtica ètnica–Negre: Black Ass Addiction
- Millor sèrie de temàtica ètnica–llatí: Young Tight Latinas
- Millor llançament Fem-Dom Strap On: Mean Bitches Erotic Femdom 3
- Millor llançament de fetitxismes de peus/cames: Belladonna's Foot Soldiers
- Millor llançament estranger All-Sex: Rocco: Animal Trainer 25
- Millor sèrie estrangera All-Sex: Ass Trafic
- Millor pel·lícula estrangera: Jason Colt: Mystery of the Sexy Diamonds
- Millor sèrie gonzo: Slutty and Sluttier
- Millor escena de sexe en grup: Hillary Scott, Heidi Mayne, Mark Davis, Alec Knight, Cheyne Collins, Alex Sanders, Icona
- Millor producció d'alta definició: Pirates II: Stagnetti's Revenge
- Millor llançament High-End All Sex: Icona
- Millor versió internal: All Internal 7
- Millor sèrie internal: Ass Cream Pies
- Millor sèrie interracial: It's Big, It's Black, It's Jack
- Millor maquillatge: Pirates II: Stagnetti's Revenge
- Millor debutant masculí: Anthony Rosano
- Millor llançament de MILF: The Cougar Club
- Millor sèrie MILF: Seasoned Players
- Millor banda sonora: The Bad Luck Betties
- Millor nova línia: Spearmint Rhino Films
- Millor nova sèrie: Ashlynn Goes to College
- Millor nova companyia de producció de vídeo: Brazzers[8]
- Millor nova estrella web: Bree Olson
- Millor actuació no sexual: Nina Hartley, Not Bewitched XXX
- Millor campanya de màrqueting en línia–Imatge de l'empresa: EvilAngel.com
- Millor campanya de màrqueting en línia–Projecte individual: RollerDollzXXX.com, Adam & Eve/Zero Tolerance Entertainment
- Millor estrena de temàtica oral: Blow Job Perversion
- Millor sèrie de temàtica oral: Face Fucking, Inc.
- Millor estrenat Orgia/Gang Bang: Big Boob Orgy
- Millor sèrie Orgia/Gang Bang: Cream Pie Orgy
- Millor cançó original: “Please,” Ethan Kane and Posse, Dark City
- Millor campanya de màrqueting global–Imatge de l'empresa: Digital Playground
- Millor campanya de màrqueting global–Projecte individual: Pirates II: Stagnetti's Revenge
- Millor embalatge: Fallen, Wicked Pictures
- Millor innovació embalatge: Burn, Vivid Entertainment
- Millor estrena POV: Jack's POV 9
- Millor sèrie POV: Double Vision
- Millor escena sexual POV: Tory Lane, Katja Kassin, Erik Everhard, Double Vision 2
- Millor estrena Pro-Am: First Time Auditions 5
- Millor sèrie Pro-Am: Bang Bus
- Millor lloc web minorista: AdamEve.com
- Millor guió: Joone, Max Massimo, Pirates II: Stagnetti's Revenge
- Millor escena sexual en producció estrangera: Bonny Bon, Anthony Hardwood, Mugar, Nick Lang, Frank Gun, Lauro Gotto, Ass Traffic 3
- Millor escena solo: All By Myself 3
- Millor escena sexual solo: Teagan Presley, Not Bewitched XXX
- Millor estrena Spanking: Credit Card Fraud
- Millors efectes especials: Pirates II: Stagnetti's Revenge
- Millor escena especialitat–Altres gèneres: Milk Nymphos 2
- Millor sèrie especialitat: Taboo
- Millor escena Squirting: Jada Fire is Squirtwoman 3
- Millor sèrie Squirting: Jada Fire Is Squirtwoman
- Millor actor secundari: Ben English, Pirates II: Stagnetti's Revenge
- Millor actriu secundària: Belladonna, Pirates II: Stagnetti's Revenge
- Millor actuació en tease: Jenna Haze, Pretty as They Cum
- Millor escena sexual a tres bandes: Jenny Hendrix, Delilah Strong & Michael Stefano, The Jenny Hendrix Anal Experience
- Millor estrena transsexual: America's Next Top Tranny 2
- Millor sèrie transsexual: Transsexual Babysitters
- Millor videografia: Joone, Oliver Henry, Pirates II: Stagnetti's Revenge
- Millor estrena vinyeta: Cheerleaders
- Millor sèrie de vinyeta: Cheating Wives Tales
- Millor estrena Young Girl: Jailbait 5
- Millor sèrie Young Girl: It's a Daddy Thing
- Títol valuós de l'any: Strollin in the Colon, Hustler Video
- Director de l’Any: Brad Armstrong
- Actuació femenina estrangera de l’any: Eve Angel
- The Jenna Jameson Crossover Star Of The Year: Katie Morgan
- Actuació masculina estrangera de l’any: Rocco Siffredi
- Actuació MILF/Cougar Performer Of The Year: Lisa Ann
- Escena sexual més esdandalosa: “When There's No More Room at the Kandy Kat, the Dead Souls Will Blow You at Home,” Caroline Pierce, Christian, Rucca Page, Nikki Rhodes, Emma Cummings, Annie Cruz, Kaci Starr, Rebecca Lane, Kiwi Ling i altres nombroses noies zombi, Night of the Giving Head
- Actuació transsexual de l’any: Wendy Williams
- Intèrpret masculí no reconegut de l'any: Charles Dera
- Estrella no reconeguda de l'any: Amber Rayne[8]

## Premis d'Honor AVN

### Premi Reuben Sturman
- Cap donat aquest any

### Saló de la Fama
Nous membres del Saló de la Fama de l'AVN per al 2009 van ser: Lisa Ann, Briana Banks, Jewel De'Nyle, Guy DiSilva, Wesley Emerson, Tim Lake, Mr. Marcus, Midori, Tera Patrick, Carter Stevens, Lexington Steele i Luc Wylder
- Branca Fundadors: Frank & Michael K., founders of IVD; Steven Toushin, founder of Bijou Video; Howie Klein & Al Bloom, fundadors de Caballero Home Video[8]
- Fundadors d’Internet: Greg Clayman & Chuck Tsiamis, fundadors de Video Secrets; Andrew Conru, fundador de Adult FriendFinder; Al Hadhazy, fundador de iFriends i Amateur Hardcore; Ron Levi, fundador de Cybererotica i CECash; David Van der Poel & Toine Rodenberg, fundadors de Python[8]

### Múltiples nominacions i premis
Les següents estrenes foren les més nominades.
| Nominacions | Pel·lícula                      |
| ----------- | ------------------------------- |
| 30          | Pirates II: Stagnetti's Revenge |

Les següents 6 estrenes van rebre múltiples premis:
| Premis | Pel·lícules                     |
| ------ | ------------------------------- |
| 15     | Pirates II: Stagnetti's Revenge |
| 4      | Fallen                          |
| 4      | Cheerleaders                    |
| 3      | Icon                            |
| 3      | Not Bewitched XXX               |
| 3      | Big Wet Asses 13                |

Els següents individus van rebre múltiples premis:
- 3 premis: Belladonna, Joone
- 2 premis: Lisa Ann, Brad Armstrong, Jessica Drake, Jenna Haze, Jesse Jane, Mr. Marcus, Stoya

## Informació de la cerimònia
Encara que no estava programat que actuessin, els rapers T-Pain i Flavor Flav van pujar a l'escenari per formar part de l'espectacle durant l'actuació de Flo Rida de la seva exitosa cançó "Low" per obrir el programa.
Entre les noves categories del 2009, AVN va reconèixer tres categories web: Lloc per a adults de l'any, Web Starlet de l'any i Millor New Web Starlet. Els revisors de TheBestPorn.com i RabbitsReviews.com i el personal d'AVN Online van formar el comitè de nominacions. També va ser nova la branca d'Internet del saló de la fama d'AVN, que va afegir cinc membres.

### Representació de les pel·lícules de l'any
Cheerleaders es va anunciar com la pel·lícula més venuda i llogada l'any anterior.

## In Memoriam
El president d'AVN, Paul Fishbein, va fer un homenatge commemoratiu a 10 incondicionals de la indústria per a adults que van morir el 2008. Va dedicar l'espectacle a un d'ells, el productor Dick Miller, un amic seu.